# 福井県立小浜水産高等学校
福井県立小浜水産高等学校（ふくいけんりつ おばますいさんこうとうがっこう、英: Fukui Prefectural Obama Fisheries High School）は、かつて福井県小浜市堀屋敷にあった公立の水産高等学校。通称は「浜水（）」。福井県立若狭高等学校との統合により、2015年（平成27年）3月末で閉校し、119年の歴史に幕を閉じた。
2015年（平成27年）4月1日より当校の敷地・施設は、福井県立若狭高等学校海洋科学科の校地として利用されている。

## 校訓・教育目標

### 校訓
質実剛健 ～海に学び、誠実にたくましく生きる～

### 教育目標
1. 水産・海洋教育を通して教養豊かな人間を育成する。
2. 国際社会ならびに地域社会に貢献できる人材を育成する。

### 努力目標
1. 集団活動を通して自主的、実践的な態度を育てる。
2. 基礎学力の向上と専門教育の充実をはかる。
3. 個性と能力の伸展をはかり、自ら進路を拓く力を育成する。

## 沿革

### 略歴
前身となる学校から数えると、1895年（明治28年）に開校した日本初の水産高等学校であった。

### 年表
- 1895年（明治28年）
  - 5月 - 福井県簡易農学校の分校として水産科を設置[3][4]。
  - 6月 - 遠敷郡雲浜村竹原に民家2棟を購入し、仮校舎および生徒実習場とする。
- 1896年（明治29年）- 製造実習場1棟増築、漁撈実習船1隻建造。
- 1897年（明治30年）- 標本陳列場建築。
- 1898年（明治31年）- 本校舎1棟建築、仮校舎を寄宿舎とする。
- 1899年（明治32年）
  - 4月 - 実業学校令および農学校規定によって乙種に改め、独立して福井県水産学校となる（修業年限2年）。
  - 5月 - 開校記念式挙行。
  - 8月 - 淡水養魚地を口名田村谷田部に設置。
- 1901年（明治34年）6月 - 小浜中学校跡を当校にし、従来の校舎を生徒寄宿舎にする。校名を福井県立小浜水産学校に改称。
- 1902年（明治35年）4月 - 文部省令水産学校規定により甲種程度の修業年3ヶ年となる。漁船3隻新調、製造実習場増築、漁具倉庫1棟新築、淡水養魚池を今富村青井に移転。
- 1903年（明治36年）- 寄宿舎2棟食堂・炊事場・浴場・洗面場新築、製造実習場増設、漁具倉庫1棟改築。
- 1904年（明治37年）7月 - 遠洋漁業練習船「蛟龍丸」（改良漁船木造スクーナ型、16t）進水。
- 1905年（明治38年）- 理化教室1棟建築、遠洋航海実習開始。
- 1906年（明治39年）- 生徒数増加により本校舎新築（木造2階建）。
- 1907年（明治40年）- 生徒控室・小使室建設。
- 1909年（明治42年）4月 - 当校に水産補習学校が附設される。
- 1911年（明治44年）6月 - 「蛟龍丸」廃船、漁撈実習船「永平丸」（補助機関付ケッチ型船、19.5t）進水。
- 1913年（大正2年）12月 - 漁具置場より出火し、同置場・同倉庫・寄宿舎焼失。
- 1914年（大正3年）9月 - 寄宿舎新築竣工（木造2階建）。
- 1915年（大正4年）9月 - 県警察署所属船安寧丸が当校に保管転換される。
- 1919年（大正8年）7月 - 水産展覧会開催、実習船「永平丸」廃船、「初代雲龍丸」（補助機関付ケッチ型帆船、19.5t）進水。
- 1920年（大正9年）7月 - 日本一周遠洋航海実施、雲龍丸奇禍に会う。
- 1921年（大正10年）5月 - 校歌（海の幸）制定。
- 1922年（大正11年）7月 - 実習船「蛟龍丸」（鉄製、19.2t）進水。
- 1924年（大正13年）5月 - 創立30周年記念行事として缶詰講習会および市販缶詰開缶研究会開催。
- 1926年（大正15年）- 製造実習場増築。
- 1929年（昭和4年）8月 - 実習船「第二代雲龍丸」（木造補助機関付きケッチ型帆船、21.45t）進水、「初代雲龍丸」廃船。
- 1933年（昭和8年）3月 - 鰛巾着網漁業実習船「蛟龍丸」購入。
- 1935年（昭和10年）
  - 3月 - 飛魚旋網漁業実習船「飛龍丸」（木造和洋折衷型船、7.69t）進水。
  - 4月 - 青年学校令により当校付設の水産補習学校を廃し、福井県立小浜水産青年学校となる。
- 1936年（昭和11年）4月 - 文部省告示をもって福井県遠敷郡今富村伏原への校舎移転を認可。
- 1937年（昭和12年）
  - 3月 - 福井県立小浜水産青年学校が廃止となる。
  - 5月 - 新校舎移転改築工事に着手し、第2校舎竣工（同年11月に移転）。
- 1938年（昭和13年）
  - 4月 - 学則改正により第2学年より漁撈科・製造養殖科に分科。
  - 7月 - 移転改築落成式。
- 1939年（昭和14年）3月 - 養魚地・倉庫・餌料室建造。
- 1941年（昭和16年）
  - 3月 - 青井養魚場を廃止し、返還。
  - 4月 - 福井県立青年学校教員養成所水産臨時養成所が付設される（全寮制1年制）、遠洋航海実習が本年から中止となる。
- 1943年（昭和18年）4月 - 「蛟龍丸」（計画造船、10t）進水、「飛龍丸」廃船。
- 1944年（昭和19年）4月 - 学則改正により漁撈科・増殖科・製造科に分科。
- 1946年（昭和21年）4月 - 学則改正により初等科修了5ヶ年制となる。
- 1948年（昭和23年）4月 - 学制改革により小浜中学校および小浜高等女学校と合併して福井県立小浜高等学校を設置（水産科）。
- 1949年（昭和24年）4月 - 福井県立小浜高等学校および福井県立遠敷高等学校が廃止、新に福井県若狭高等学校を設置（水産科）。
- 1952年（昭和27年）9月 - 実習船「第三代雲龍丸」（木造ケッチ型汽船、38.03t）進水、小型実習船初代「あおば」（木造2.7t）進水。
- 1953年（昭和28年）4月 - 福井県若狭高等学校より分離独立し、福井県小浜水産高等学校となる。独立開校式典挙行。
- 1957年（昭和32年）4月 - 校名を福井県立小浜水産高等学校に改称。
- 1962年（昭和37年）6月 - 小浜市堀屋敷に第1期工事として普通教棟（木造2階建）竣工。
- 1963年（昭和38年）3月 - 第2期工事として製造実習場（鉄骨平屋）竣工、伏原校舎より新校舎に移転。
- 1964年（昭和39年）
  - 8月 - 第3期工事として船用機関実習場（鉄骨平屋）・漁業実習場（木造2階建）・校長公舎（木造2階建）竣工。
  - 10月 - 管理教棟（本館）鉄筋3階建竣工。
- 1965年（昭和40年）3月 - 体育館兼講堂（鉄筋平屋）竣工。
- 1966年（昭和41年）
  - 3月 - 第4期工事として増殖科養魚池・管理建物（木造平屋）竣工。
  - 5月 - 校舎竣工式典挙行。
- 1967年（昭和42年）3月 - 艇庫（鉄骨平屋）竣工。
- 1968年（昭和43年）
  - 4月 - 小浜市西津中ノ辻に寄宿舎（鉄筋2階建）竣工し、伏原より移転。水産製造科・水産増殖科で女子生徒募集開始。
  - 6月 - 水泳プール竣工。
- 1970年（昭和45年）3月 - 実習船「第四代雲龍丸」（215.18t）竣工。
- 1971年（昭和46年）
  - 3月 - 航海実習教棟第1期工事完成。
  - 4月 - 専攻科漁業科を設置（2年制）。
- 1972年（昭和47年）3月 - 航海実習教棟第2期工事完成（鉄筋2階建）。
- 1973年（昭和48年）3月 - 乙種二等航海士第一種養成施設の指定を受ける、武道館（鉄骨平屋）竣工。
- 1975年（昭和50年）8月 - 記念庭園（和風庭園）麗水同窓会より寄贈。
- 1976年（昭和51年）3月 - 小型実習船「あおば」（19.57t）竣工。
- 1981年（昭和56年）3月 - 実習船「第五代雲龍丸」（499.98t）竣工。
- 1985年（昭和60年）
  - 4月 - 五級海技士（航海）第一種養成施設の指定を受ける。
  - 5月 - 同窓会より記念校歌牌寄贈。
- 1986年（昭和61年）8月 - 普通教棟・特別教棟・製造実習場完成。
- 1987年（昭和62年）4月 - 海洋漁業科・栽培漁業科・食品工業科・水産経済科の4学科に学科改編。
- 1988年（昭和63年）
  - 8月 - 実習教棟第3期工事完成。
  - 11月 - 校舎統合落成式典挙行、普通教棟中庭に洋風庭園完成（麗水同窓会寄贈）。
- 1992年（平成4年）3月 - 小型実習船「あおば」（19t）竣工。
- 1994年（平成6年）3月 - 体育館リフレッシュ完成。
- 1995年（平成7年）
  - 2月 - 本館（管理棟）リフレッシュ完成。
  - 3月 - 漁業実習船「第六代雲龍丸」（全通二層甲板船、499t）竣工。
  - 10月 - 麗水会館完成（同窓会寄贈）、PTA記念樹。
- 1997年（平成9年）4月 - 海洋科学科（マリンテクノコース、マリンバイオコース）・食品工業科・水産経済科の3学科に学科改編。
- 1998年（平成10年）3月 - 海洋漁業科棟・海幸寮リフレッシュ完成。
- 2000年（平成12年）8月 - 国際交流事業により韓国浦項水産高校との相互訪問が実現。
- 2001年（平成13年）12月 - 体育館耐震補強工事完成。
- 2002年（平成14年）3月 - プログラミング実習室、パソコン入替工事完了。
- 2004年（平成16年）7月 - 韓国浦項海洋科学高校と姉妹校締結。
- 2013年（平成25年）4月 - 福井県立若狭高等学校との統合により募集停止、同時に専攻科も募集停止。
- 2015年（平成27年）3月31日 - 閉校。

## 設置学科

### 本科
- 海洋科学科（下記の2コースに分かれる）
  - マリンテクノコース
  - マリンバイオコース
- 食品工業科
- 水産経済科

### 専攻科
- 漁業科

※若狭高校への統合時に統合対象から外れ、募集停止。

## 部活動
- 運動部 - ボート、ヨット、ウエイトリフティング、サッカー、柔道、水泳、卓球、テニス、ダイビング
- 文化部 - 生物、カルチャー、JRC

## 校歌
作詞：沼波武夫、作曲：北村季晴

## アクセス
- JR小浜線小浜駅 → あいあいバス（泊線）約5分 →「雲浜」停留所 徒歩約5分

## 著名な出身者
同窓会の名称は麗水（れいすい）で、2013年3月時点の会員数は約8,000人。
- 時岡収次（実業家）旧制小浜水産学校卒
- 村本大輔（ウーマンラッシュアワー）※中退
- 新谷義人（ウエイトリフティング選手）

## 著名な教職員
- 赤井米吉（元小浜水産学校教諭）
- 高草美代蔵（元小浜水産学校長、衆議院議員）
- 森川昌和（元小浜水産高等学校教諭、考古学者）